# Vícar (kommun)
Vícar är en kommun i Spanien.   Den ligger i provinsen Provincia de Almería och regionen Andalusien, i den södra delen av landet, 400 km söder om huvudstaden Madrid. Antalet invånare är 24 042. Arean är 64 kvadratkilometer. Vícar gränsar till Roquetas de Mar, La Mojonera, El Ejido, Dalías, Felix och Enix. 
Terrängen i Vícar är varierad.